# Katie Leung
Katie Liu Leung (chiń. upr. 梁佩诗; chiń. trad. 梁佩詩; pinyin Liáng Pèishī; ur. 8 sierpnia 1987 w Motherwell w Szkocji) – szkocka aktorka chińskiego pochodzenia. Jest znana z roli Cho Chang w filmach o Harrym Potterze, powstałymi na podstawie opowieści J.K. Rowling.

## Życie prywatne
W 2005 r. ukończyła Hamilton College, kształciła się także w Royal Conservatoire of Scotland. Zadebiutowała w teatrze w roli Er-Hong w produkcji Sachy Wares Wild Swans, która miała premierę w Bostonie, a następnie przeniosła się do Young Vic Theatre w Londynie w kwietniu 2012 roku. Prowadziła obsadę Snow in Midsummer w Royal Shakespeare Company.
Ma trójkę rodzeństwa – młodszą siostrę Violet i dwóch braci. W 2022 r. urodziła syna Wolfa.

## Filmografia
- Harry Potter i Czara Ognia jako Cho Chang
- Harry Potter i Zakon Feniksa jako Cho Chang
- Harry Potter i Książę Półkrwi jako Cho Chang
- Kot wśród gołębi jako Hsui Tai Wan
- Harry Potter i Insygnia Śmierci: Część I jako Cho Chang
- Harry Potter i Insygnia Śmierci: Część II jako Cho Chang
- Arcane jako Caitlyn Kiramman (głos)